# Carlo Fenzi
Carlo Fenzi (Firenze, 24 novembre 1823 – Firenze, 2 settembre 1881) è stato un banchiere e politico italiano.